# Gotthardbahn
Gotthardbahn – linia kolejowa w Szwajcarii, prowadząca z Immensee w środkowej części kraju do Chiasso przy granicy szwajcarsko-włoskiej.

## Historia
Gotthardbahn jest pierwszą koleją górską w Szwajcarii. Została otwarta 22 maja 1882 roku. Prowadzi przez Przełęcz Świętego Gotarda. Linia kolejowa znajduje się w kantonie Schwyz. Trasa zawiera liczne tunele, w tym jeden 15-kilometrowy tunel kolejowy Świętego Gotarda, pod wierzchołkiem masywu Św. Gotharda. Projektantem tego zaawansowanego projektu inżynieryjnego był Louis Favre, który nie doczekał się końca budowy, umierając na atak serca w jednym z tuneli w 1879 roku. Na linii pociągi prowadzono parowozami aż do 1922 roku, kiedy to linię zelektryfikowano. Wtedy rozpoczęto eksploatację 20 lokomotyw towarowych serii Ce 6/8 II zwanych „krokodylami”.